# 死維斯瓦河
死維斯瓦河（德語：Tote Weichsel）是一條河流，是維斯瓦河的支流之一，流經波蘭北部的格但斯克市。
當這條河是維斯瓦河的分支，因為淤積變得逐漸沒有活力。一條海港運河通過旁邊，造就了西盤半島。它的建造是為了向北流經但澤（格但斯克）進入但澤灣（德語：Danziger Bucht，即現在的格但斯克灣。它的河口和周邊地區兼作格但斯克港內港的海港航道。